# John D. Joannopoulos
John Dimitris Joannopoulos (* 26. April 1947 in New York City; † 17. August 2025) war ein US-amerikanischer Physiker am Massachusetts Institute of Technology (MIT). Er konnte wesentlich zu dem Gebiet der Nanophotonik beitragen, das er um den Ansatz der „numerischen Experimente“ (ab-initio-Berechnungen) bereicherte.
Joannopoulos erwarb 1968 an der University of California, Berkeley einen Bachelor und 1974 ebendort einen Ph.D. in Physik. Noch im selben Jahr erhielt er am MIT eine erste Professur (Assistant Professor), 1978 wurde er Associate Professor. Seit 1983 hatte er eine ordentliche Professur inne, seit 1996 war er Francis-Wright-Davis-Professor für Physik. Seit 2006 war Joannopoulos zusätzlich Direktor des Institute for Soldier Nanotechnologies.
Joannopoulos befasste sich mit der theoretischen Beschreibung geometrischer, elektronischer und dynamischer Eigenschaften verschiedener Materialien auf mikroskopischer Ebene. Daneben entwickelte er Materialien aus der Klasse der photonischen Kristalle, mit denen sich Licht sehr einfach steuern lässt und die Eigenschaften haben, die sich mit konventioneller Optik nicht realisieren lassen.
Joannopoulos hat mehr als 590 wissenschaftliche Veröffentlichungen, war Autor von drei Fachbüchern, Inhaber von mehr als 80 Patenten und Mitbegründer von vier Start-up-Unternehmen. Er gehörte zu den Herausgebern von Physical Review Letters und Reviews of Modern Physics.

## Auszeichnungen (Auswahl)
- 1976 Alfred P. Sloan Research Fellow
- 1981 Guggenheim-Stipendium[2]
- 1983 Fellow der American Physical Society
- 2002 Fellow der American Association for the Advancement of Science
- 2009 Mitglied der National Academy of Sciences[3]
- 2015 Max Born Award der Optical Society[4]
- 2015 Aneesur-Rahman-Preis für Computerphysik der American Physical Society[5]
- 2015 Mitglied der American Academy of Arts and Sciences[6]